# Westmoreland (Kansas)
Westmoreland é uma cidade localizada no estado americano de Kansas, no Condado de Pottawatomie.

## Demografia
Segundo o censo americano de 2000, a sua população era de 631 habitantes.
Em 2006, foi estimada uma população de 737, um aumento de 106 (16.8%).

## Geografia
De acordo com o United States Census Bureau tem uma área de
1,4 km², dos quais 1,4 km² cobertos por terra e 0,0 km² cobertos por água. Westmoreland localiza-se a aproximadamente 459 m acima do nível do mar.

## Localidades na vizinhança
O diagrama seguinte representa as localidades num raio de 24 km ao redor de Westmoreland.